# تاجک سینه‌بلوطی
تاجک سینه‌بلوطی (نام علمی: Boissonneaua matthewsii) یک گونه از مرغان مگس در تبار "خورشیدرخشان‌تباران (Heliantheini)" در زیرتیرهٔ خورشیدیان (Lesbiinae) است که در کلمبیا، اکوادور و پرو یافت می‌شود.

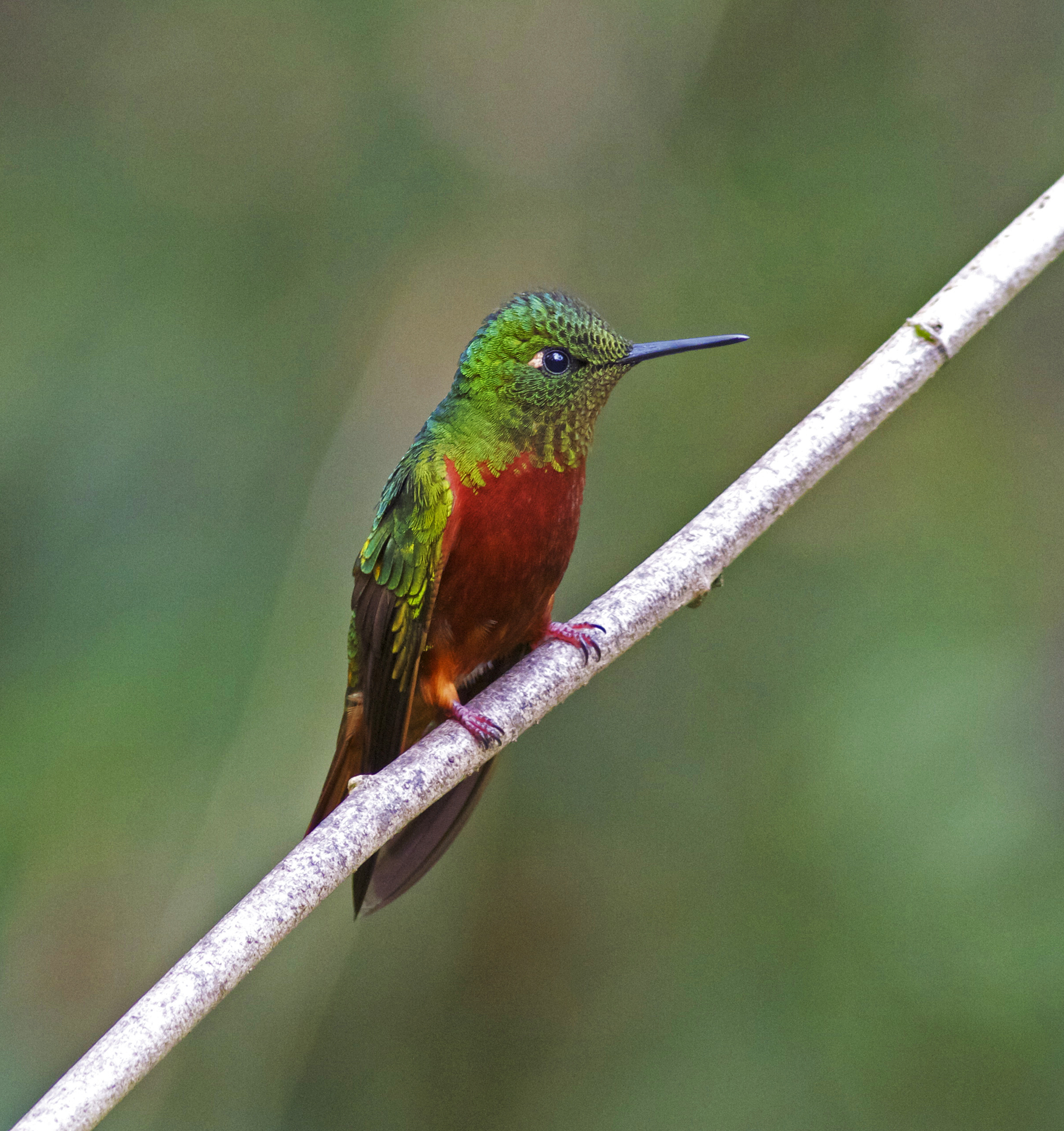
تاجک سینه‌بلوطی در شمال شرق اکوادور